# Fiľakovo
Fiľakovo (em húngaro: Fülek; alemão: Fileck) é uma cidade da Eslováquia, situada no distrito de Lučenec, na região de Banská Bystrica. Tem 16,18 km² de área e sua população em 2018 foi estimada em 10.614 habitantes.

## Demografia
| Ano:        | 1994   | 2004   | 2014   | 2024    |
| ----------- | ------ | ------ | ------ | ------- |
| Broj ljudi: | 10 227 | 10 329 | 10 695 | 9623    |
| Razlika:    |        | +0,99% | +3,54% | -10,02% |

| Ano:               | 2023 | 2024   |
| ------------------ | ---- | ------ |
| Número de pessoas: | 9683 | 9623   |
| Diferença:         |      | -0,61% |